# 高可用存储
高可用存储（英語：Highly Available Storage，HAST）是由FreeBSD的核心开发者帕威尔·雅库布·达维德克编写的FreeBSD的协议和工具集。它提供了可被视作文件系统的块设备，以便两台服务器之间进行同步并组成集群，其中每个机器被视为一个节点。HAST采用二级（或主从）配置，保证同一时间只有一个节点活跃。
在FreeBSD系统中，HAST提供的设备表现和使用方式与/dev/hast/目录下的磁盘设备一致。它与RAID 1类似，每个RAID组件由网络上的一个集群节点提供。